# 中村美樹
中村 美樹（なかむら みき、1996年7月31日 - ）は、埼玉県川口市出身の女子ソフトボール選手（投手）。

## 経歴
父の影響で6歳の時にソフトボールを始めた。高校生のときに日本代表ジュニアの選出経験がある。2018年前半に日本代表メンバーとして東アジアカップに出場した。

## 選手としての特徴
独特なフォームから繰り出される100km/hを超える速球や、緩急を用いたピッチングが特徴。多彩な変化球で打者を打ち取っていた元太陽誘電の坂井寛子を目標としている。

## 人物・エピソード
三姉妹の末っ子で、3人ともソフトボール選手。上2人はトヨタ自動車所属で、特に次姉の中村友佳（元日本代表）は逸材と期待されていたが、同僚にモニカ・アボットや山根佐由里がいたため登板機会が少ないまま引退した。結果的に、末妹の美樹が三姉妹の中でもっとも活躍する選手となった。
名前の由来は、ねずみ年生まれの女子だったのでミニーと名付けようとしたが、体格が大きくなると予想されたためにミッキー（美樹）となった。

## 詳細情報

### 背番号
- 20（2015 - 2020）
- 16（2021）
- 20（2022 - 2024）